# Nienoord
Nienoord is een landgoed in Leek, dat vooral bekend is van de voormalige borg Nienoord (historische naam 't Huis de Nyenoort), op de plek waarvan zich nu een 19e-eeuws landhuis bevindt. Verder zijn het Nationaal Rijtuigmuseum, het Zwemkasteel, een camping en het Familiepark Nienoord op het landgoed gevestigd. In de geschiedenis behoorde de borg bij het dorp Midwolde, maar tegenwoordig wordt het meer gezien als onderdeel van het dorp Leek.

## Geschiedenis
De oorspronkelijke borg is gebouwd in 1525 door Wigbold van Ewsum, telg uit de familie Van Ewsum die afkomstig was van de borg Ewsum bij het Oord bij Middelstum. De naam oord duidt op eiland, namelijk het land dat tussen het Startenhuister- en het Hogepandstermaar is gelegen. De streek heet nu Oldenoord.

#### Van Ewsum
In de beginjaren van de Tachtigjarige Oorlog (1568–1648) werd de borg ingenomen door de Spanjaarden. De mannen van Wigbold van Ewsum, heer van Nienoord, belegerden de borg. Uiteindelijk slaagden ze erin de vlag van Nienoord weer op de borg te plaatsen en trokken de Spanjaarden zich terug. De volgende dag kwamen de Spanjaarden terug en werden opnieuw verslagen.
In het Rampjaar 1672 werd Nienoord deels verwoest door Münsterse troepen.

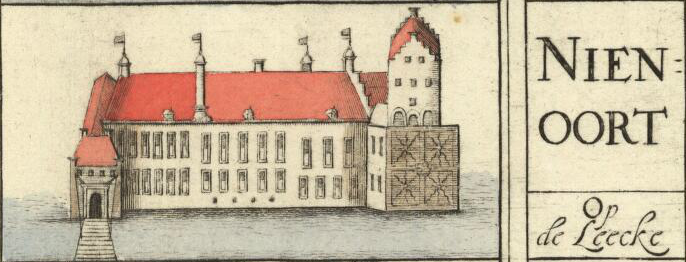
De borg op de kaart van Willem en Frederik Coenders van Helpen (1678)

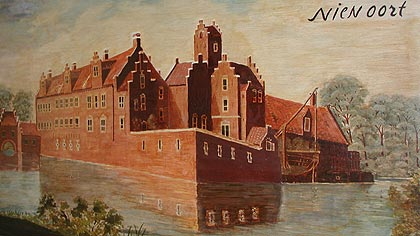
De oorspronkelijke borg voordat ze door brand werd verwoest in 1846 (grotere versie). De tekening zou van 'rond 1540' stammen, maar dit is twijfelachtig. Volgens Formsma betreft het een fantasietekening.

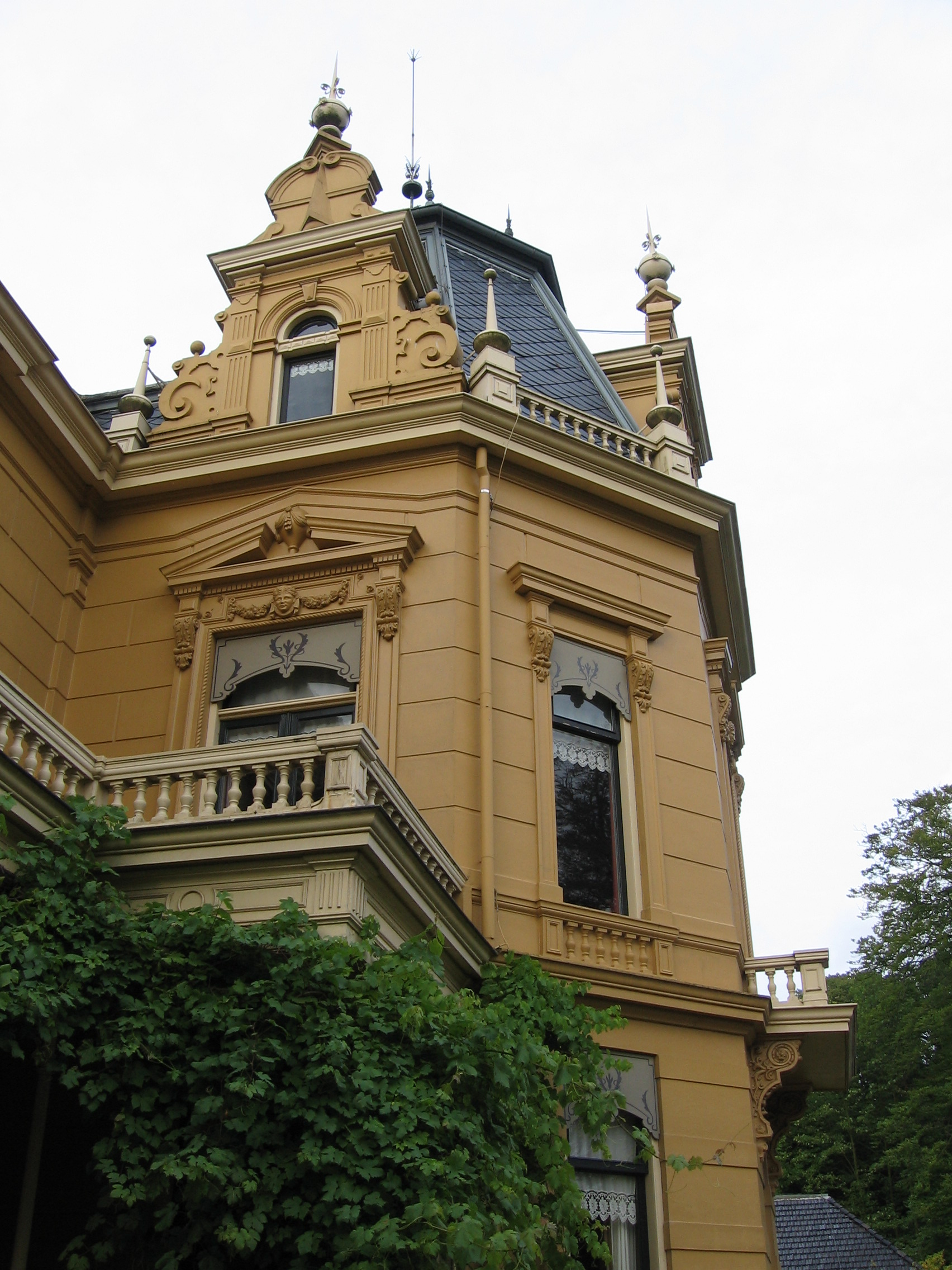
Het torentje van de borg Nienoord

#### Von Inn- und Knyphausen
De borg Nienoord werd vanaf 1693 bewoond door de graven Von Inn- und Knyphausen (In- en Kniphuizen). Georg Wilhelm von Inn- und Knyphausen was namelijk getrouwd met Anna van Ewsum († 1714) en de borg werd nu eigendom van zijn familie. Eind 18e eeuw werd Nienoord bewoond door Ferdinand Folef von Inn- und Knyphausen en zijn echtgenote Anna Maria Graafland.
In 1842 verwierf Ferdinand Folef II baron von Inn- und Knyphausen de borg, ook wel de 'dolle jonker' genoemd om zijn tragische geschiedenis. In 1846 vernielde hij op een na alle familieportretten. In hetzelfde jaar brandde de bovenverdieping van de borg af, waarna hij de bovenverdieping liet afbreken. Hij ging daarna, op aandringen van zijn zwager, wonen in een huis met personeel in de stad, schuin tegenover de familie Van Panhuys, die hem zo in de gaten kon houden.
In 1850 brandde ook de oranjerie (met de beschadigde portretten die hier in veiligheid waren gebracht) en het koetshuis af. Deze brand werd waarschijnlijk veroorzaakt door een turfkachel, al verdachten sommige critici Folef ervan de brand te hebben gesticht om alsnog van zijn voorouderlijke portretten af te komen.

#### Van Panhuys

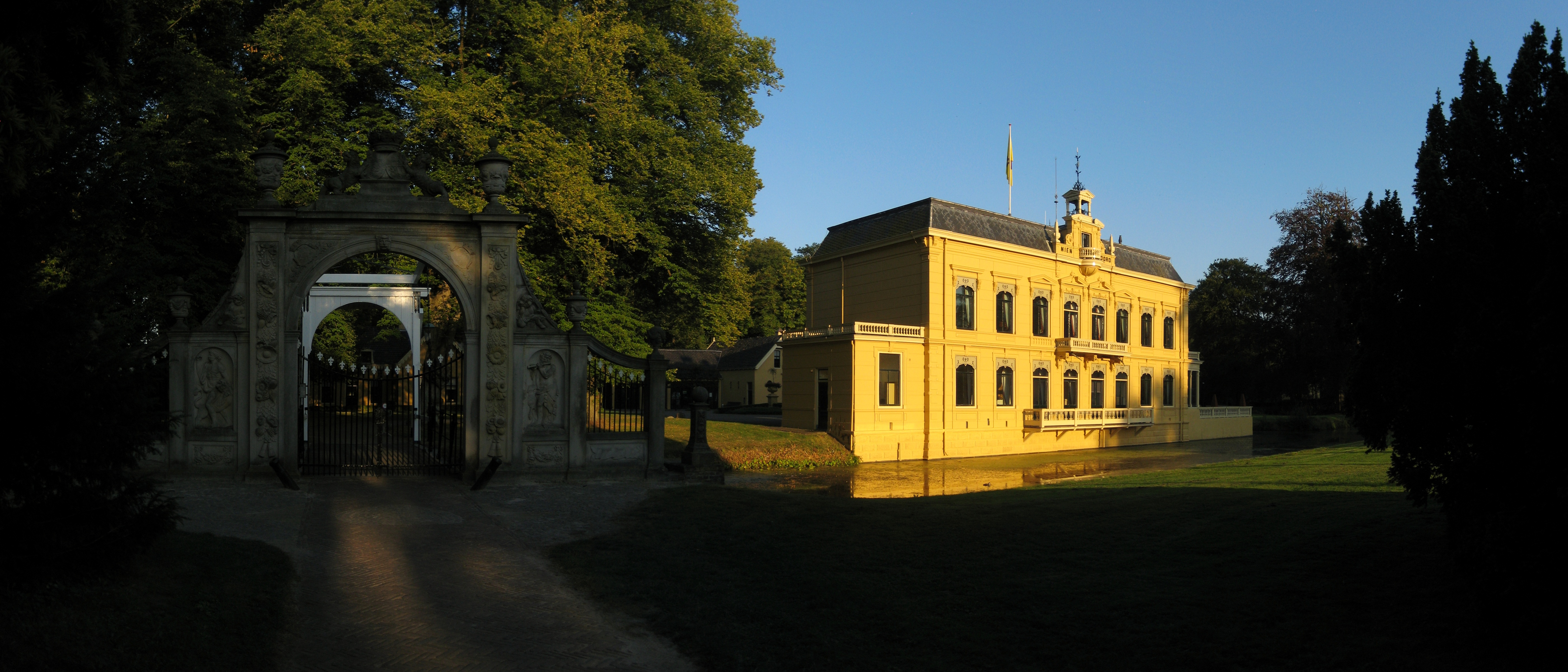
Nienoord in 2013, gezien vanuit het noordwesten

In 1884 werd Nienoord eigendom van Jonkheer mr. Johan Æmilius Abraham van Panhuys (1836–1907), die de borg in 1884 door de Groninger architect J. Maris liet herbouwen als villa in art nouveau en neoclassicistische stijl. Het nieuwe landhuis was wel fors kleiner dan de oude borg. De toegangspoort uit 1708, die werd gebouwd door Hindrik Bielefeld uit Bremen, vermoedelijk samen met beeldhouwer Jan de Rijk, herinnert nog aan de vroegere glorie. Het gebruikte ontwerp voor de villa is ook gebruikt voor Klein Nienoord (1896(?), in 1907 hernoemd tot Huize de Hulst, in 1936 verbouwd tot het huidige gemeentehuis van Leek) en voor het huis dat van Panhuys liet bouwen voor zichzelf aan het Hereplein in de stad Groningen (Gerhard Schnitger, 1881).
Op 6 november 1907 raakte de koets waarin de familie Van Panhuys zat te water. Johan van Panhuys, zijn echtgenote, hun zoon Hobbe en hun schoondochter Elske waren onderweg van Groningen naar Leek, zij verdronken allen in het Hoendiep bij Hoogkerk. Ook hun huisknecht Meindert van Wijk verdronk, de koetsier Wouter Meier overleefde het ongeval.
De borg herbergt tegenwoordig het Nationaal Rijtuigmuseum. Een andere bezienswaardigheid is de schelpengrot die zich bevindt in een gebouw in de rozentuin.
De jonkers van Nienoord bezaten een groot deel van het veen ten zuiden van Leek. Een belangrijk bezit in de tijd van de grote ontginningen – turf was veel waard. Het gebied staat daarom bekend als het Nienoorterveen. De naam Jonkersvaart herinnert aan de zeggenschap van de heren van Nienoord.
In 2025 werd het 500-jarig bestaan van Nienoord groots gevierd.

### Eigenaren van Nienoord
1. ca. 1520–1528 Heer van Nienoord:

Jonker Wigbold van Ewsum (ca. 1474–1528), gehuwd 1502 met Beetke Aeylkema van Rasquert (ca. 1475–1554). Beetke kreeg in 1531 van de gezamenlijke buren van Vredewold het erfgrietmanschap opgedragen. De rechtstoel van Vredewold werd daarmee 'staande'. Haar nakomelingen konden zich Heer of Vrouw van Vredewold noemen.

2. 1555–1584 Heer van Nienoord en Vredewold:

Jonker Wigbold II van Ewsum (Nienoord, 1521–1584)

3. 1584–1606 en 1607–1639 Heer van Nienoord, Vredewold, Ewsum en Mensinge:

Jonker Casper van Ewsum (Nienoord, 1564 – aldaar, 1639)

4. 1639–1643 Heer van Nienoord, Vredewold en Noordwijk:

Jonker Willem van Ewsum (Nienoord, 1601? – aldaar, 1643), gehuwd 1643 met Margaretha Beata von Freytagh zu Gödens (1621 – Nienoord, 1665).
De weduwe hertrouwde 1645 met Rudolph Willem rijksbaron von Inn- und Knyphausen (1620–1666).

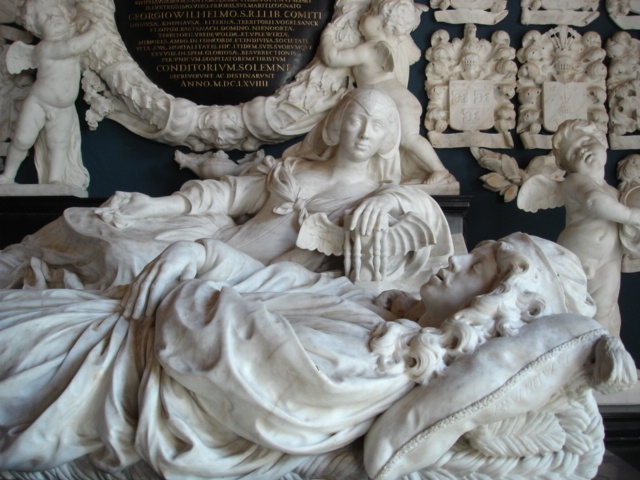
Praalgraf van Anna van Ewsum (1665-'69, (door Rombout Verhulst) en van Carel Hieronymus van Inn- en Kniphuisen (door Bartholomeus Eggers) in de kerk van Midwolde.

5. 1643–1714 Vrouwe van Nienoord en Vredewold:

Anna van Ewsum (Nienoord, 1640 – aldaar, 1714), gehuwd 1657 met Carel Hieronymus rijksbaron von Inn- und Knyphausen (1632–1664). De weduwe Anna hertrouwde 1666 met Georg Wilhelm rijksbaron/rijksgraaf von Inn- und Knyphausen (1635 – Nienoord, 1709).

6. 1714–1717 Heer van Nienoord en Vredewold:

Carel Ferdinand rijksgraaf von Inn- und Knyphausen (Nienoord, 1669 – aldaar, 1717)

7. 1717–1737 Heer van Asinga, Nienoord en Vredewold:

Johan Carel Ferdinand rijksbaron von Inn- en Knyphuizen (Nienoord, 1717–1737), zoon van Charlotte Maurice rijksgravin Von Inn- en Knyphuizen van Nienoord (1697–1717) en Schelto Jan rijksbaron Von Inn- en Knyphuizen van Asinga (1694–1716).

8. 1737–1768 Heer van Asinga, Nienoord en Vredewold:

Willem rijksbaron Von Inn- en Knyphuizen (1668-?), gehuwd 1750 met Susanna Johanna Alberda (1718–1799), broer van Schelto Jan rijksbaron von Inn- en Knyphuizen van Asinga (1694–1716), zie bij 7.)

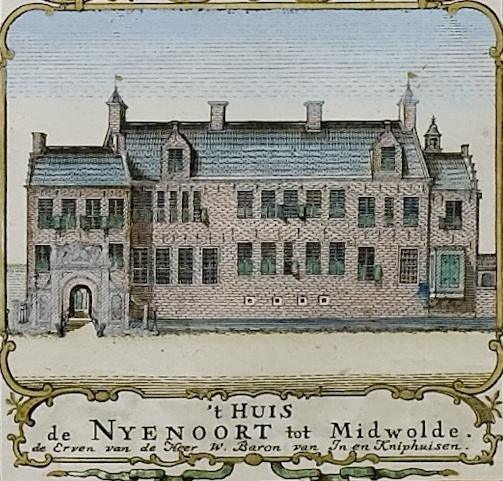
De borg op de kaart van Theodorus Beckeringh (1781)

9. 1768–1795 Heer van Nienoord en Vredewold: 

Ferdinand Folef rijksbaron Von Inn- en Knyphuizen (1735–1795). Hij is de zoon van Haro Caspar rijksbaron Van Inn- en Knyphuisen van Asinga (weduwnaar van Josina Geertruid rijksgravin von Inn- und Knyphausen) (zie bij 6.) en Petronella Anna van Lewe van Aduard.

10. 1795–1842 Heer van Nienoord en Vredewold:

Mr. Haro Caspar rijksbaron von Inn- en Knyphuizen (1777 – Nienoord, 1842)

11. 1842–1884 Heer van Nienoord en Vredewold:

Mr. Ferdinand Folef baron von Inn- en Knyphuizen (Nienoord, 1804–1884).

12. 1884–1907 Heer van Nienoord:

Jonkheer mr. Johan Æmilius Abraham van Panhuys (Nienoord, 1836–1907). Hij is de zoon van Wendelina Cornera barones von Inn- en Knyphuizen [zie bij 10.] en jonkheer mr. Ulrich Willem Frederik van Panhuys.

13. 1907–1950 Heer van Nienoord:

Jonkheer Johan Æmilius Abraham van Panhuys (1894–1960). Hij is de kleinzoon van Jonkheer mr. Johan Æmilius Abraham van Panhuys (zie bij 12.) en zoon van Jonkheer mr. Hobbe van Panhuys (zie bij 12.).

14. 1950–2018 Eigenaar van Landgoed Nienoord:

Gemeente Leek

15. 2019 Eigenaar van Landgoed Nienoord:

Gemeente Westerkwartier

## Familiepark
Op het landgoed Nienoord is het Familiepark Nienoord gelegen. Het grootste deel van het park bestaat uit een grote speeltuin. Daarnaast is de modelspoorbouw belangrijk op het park. Het bezit een van de grootste H0 modelspoorbanen van Nederland. Dit is een Fleischmannbaan van 100 m² waarop stoomtreinen uit de jaren 20, maar ook hogesnelheidstreinen, rijden. Dit alles is op H0-schaal, oftewel 1:87.
Ook in andere schalen zijn er modelspoorbanen op Nienoord. Zo is er buiten een LGB-baan, met Duitse, Zwitserse en Oostenrijkse smalspoortreinen en trams in G-schaal (1:22,5).
Naast deze kleine modelspoorbanen zijn er ook "grote" modeltreinen. Op het familiepark is één spoorwegbedrijf actief en wel Nienoord Spoorwegen. Dit is een 7+1⁄4-inch-spoorweg in schaal 1:8 met een lengte van 400 meter. De oudste trein is Loc 1 van de firma Bassett-Lowke, die tussen 1935 en 1942 uit een bouwpakket aan boord van een schip werd gebouwd door een Nederlandse machinist, die deze tijdens de Tweede Wereldoorlog verborg in de Armeense kerk van Batavia en vanaf 1950 liet rondrijden op het tuinspoor van zijn vader in Haren. In 1964 werd de trein aangekocht door de gemeente Leek voor het familiepark. 
Van 1980 tot en met 2019 was er een tweede spoorwegbedrijf, de Genzelbahn. Dit "bedrijf" opgericht door de broers Paul en Kejo Genzel. Het reed met treinen in schaal 1:7 over een spoorweg van 850 meter lang. Tussen 2020 en 2024 werd het spoorwegnet aanzienlijk uitgebreid en konden niet alle trajecten gebruikt worden.
Allersmaborg (Ezinge) · Breedenborg (Warffum) · Coendersborg (Nuis) · Ekenstein (Tjamsweer) · Ennemaborg (Midwolda) · Ewsum (Middelstum) · Fraeylemaborg (Slochteren) · Huis te Glimmen (Glimmen) · Menkemaborg (Uithuizen) · Nienoord (Leek) · Piloersemaborg (of Hamsterborg) (Den Ham) · Rensumaborg (Uithuizermeeden) · Rusthoven (Tjamsweer) · Vaartwijk (Westerbroek) · Verhildersum (Leens) · Vliethoven (Delfzijl) · Welgelegen (Kleinemeer) · Huis te Wedde (Wedde) 
 Steenhuis: Iwema-steenhuis (Niebert)
Zie ook: Lijst van voormalige borgen · Kaart van Theodorus Beckeringh · tichelborg · veenborg
Allersmaborg · Asingaborg (Middelstum) · Asingaborg (Ulrum) · Asingaborg (Warffum) · Aylbada · Breedenborg · Cortinghuis · Dijkumborg · Dijksterhuis · Ennemaborg · Ewsum · Fraeylemaborg · Piloersemaborg · Hanckemaborg · Iwema-steenhuis · Huis te Lellens · Menkemaborg · Menthedaborg ·Nienoord · Nittersum · Onstaborg · Scheltkema-Nijenstein · Kasteel Selwerd · Takuma · Verhildersum · Walkuma · Wedderborg · Burcht van Wolfsbarge